# Liste der Monuments historiques in Sermiers
Die Liste der Monuments historiques in Sermiers führt die Monuments historiques in der französischen Gemeinde Sermiers auf.

## Liste der Objekte
| Bezeichnung                   | Beschreibung                           | Standort                                 | Kennzeichnung | Schutzstatus | Datum | Bild |
| ----------------------------- | -------------------------------------- | ---------------------------------------- | ------------- | ------------ | ----- | ---- |
| Skulptur Heiliger Sebastian   | Holz, 16. Jahrhundert                  | in der Kirche St-Simon-et-St-Jude (Lage) | PM51001031    | Classé       | 1908  |      |
| Taufbecken                    | Stein, bemalt, 12. Jahrhundert         | in der Kirche St-Simon-et-St-Jude (Lage) | PM51001966    | Inscrit      | 1990  |      |
| Skulptur Christus in der Rast | Stein, farbig gefasst, bezeichnet 1566 | in der Kirche St-Simon-et-St-Jude (Lage) | PM51001030    | Classé       | 1908  |      |
| Adlerpult                     | Holz, farbig gefasst, 18. Jahrhundert  | in der Kirche St-Simon-et-St-Jude (Lage) | PM51001967    | Inscrit      | 1990  |      |